# Blattellidae
Famille
Les Blattellidae sont une famille de cafards (ou blattes). La moitié des espèces de blattes y sont classées, plus de 2 300 sur 4 600.
Synonyme :
- Ectobiidae

## Liste des sous-familles et genres
Selon Blattodea Species File (25 avril 2010) :
- Anaplectinae Walker, 1868
  - Anaplecta Burmeister, 1838
  - Maraca Hebard, 1926
- Attaphilinae Bolívar, 1901
  - Attaphila Wheeler, 1900
- Blattellinae Karny, 1908
  - Anallacta Shelford, 1908
  - Anaplectella Hanitsch, 1928
  - Anaplectoidea Shelford, 1906
  - Aseucina Rocha e Silva & Gurney, 1963
  - Asiablatta Asahina, 1985
  - Astylella Princis, 1963
  - Beybienkoa Roth, 1991
  - Blattella Caudell, 1903
  - Burchellia Rehn, 1933
  - Caboverdea Princis, 1959
  - Caffroblatta Rehn, 1922
  - Cahita Hebard, 1923
  - Calhypnorna Saussure & Zehntner, 1893
  - Carbrunneria Princis, 1954
  - Chorisia Princis, 1951
  - Chrastoblatta Saussure & Zehntner, 1895
  - Chromatonotus Hebard, 1920
  - Dasyblatta Hebard, 1921
  - Dethieridris Roth, 1996
  - Dewittea Hanitsch, 1938
  - Dyakinodes Princis, 1951
  - Eowilsonia Roth, 1991
  - Episymploce Bei-Bienko, 1950
  - Escala Shelford, 1907
  - Euandroblatta Rehn, 1922
  - Eudromiella Hebard, 1920
  - Euhypnorna Hebard, 1921
  - Haplosymploce Hanitsch, 1933
  - Hemithyrsocera Saussure, 1893
  - Hensaussurea Princis, 1954
  - Hololeptoblatta Bolívar, 1924
  - Hoplophoropyga Chopard, 1921
  - Hypnorna Stål, 1858
  - Ignabolivaria Chopard, 1929
  - Ischnoptera Burmeister, 1838
  - Jacobsonina Hebard, 1929
  - Johnrehnia Princis, 1954
  - Keyella Roth, 1990
  - Litoblatta Hebard, 1921
  - Loboptera Brunner von Wattenwyl, 1865
  - Lobopterella Princis, 1957
  - Lobopteromorpha Chopard, 1952
  - Malaccina Hebard, 1929
  - Mayottella Roth, 2002
  - Miriamrothschildia Roth, 1989
  - Moluchia Rehn, 1933
  - Nelipophygus Rehn & Hebard, 1927
  - Neoloboptera Princis, 1953
  - Neolobopteromorpha Bonfils, 1969
  - Neotemnopteryx Princis, 1951
  - Neotrogloblattella Roth, 1991
  - Nesomylacris Rehn & Hebard, 1927
  - Nondewittea Roth, 1989
  - Ornatiblatta Johns, 1966
  - Parasigmoidella Hanitsch, 1931
  - Paratemnopteryx Saussure, 1869
  - Parcoblatta Hebard, 1917
  - Parectoneura Roth, 1990
  - Phymatosilpha Princis, 1962
  - Pseudoanaplectinia Roth, 1995
  - Pseudoceratinoptera Hanitsch, 1937
  - Pseudomops Serville, 1831
  - Pseudosigmella Princis, 1948
  - Pseudothyrsocera Shelford, 1906
  - Robshelfordia Princis, 1954
  - Scalida Hebard, 1929
  - Sigmella Hebard, 1940
  - Stayella Roth, 1984
  - Symploce Hebard, 1916
  - Symplocodes Hebard, 1929
  - Tartaroblatta Bei-Bienko, 1936
  - Temnopteryx Brunner von Wattenwyl, 1865
  - Termitoblatta Rehn, 1922
  - Trogloblattella Mackerras, 1967
  - Xestoblatta Hebard, 1916
  - Xosablatta Rehn, 1931
- Ectobiinae Brunner von Wattenwyl, 1865
  - Arbiblatta Chopard, 1936
  - Choristima Tepper, 1895
  - Ectobius Stephens, 1835
  - Ectoneura Shelford, 1907
  - Phyllodromica Fieber, 1853
  - Planuncus Bohn, 2013
  - Pseudectoneura Princis, 1974
  - Stenectoneura Hebard, 1943
  - Theganopteryx Brunner von Wattenwyl, 1865
- Nyctiborinae Brunner von Wattenwyl, 1893
  - Eunyctibora Shelford, 1908
  - Eushelfordia Hebard, 1924
  - Eushelfordiella Lopes & de Oliveira, 2007
  - Megaloblatta Dohrn, 1887
  - Muzoa Hebard, 1921
  - Nyctibora Burmeister, 1838
  - Paramuzoa Roth, 1973
  - Paratropes Serville, 1839
  - Pseudischnoptera Saussure, 1869
- Pseudophyllodromiinae Hebard, 1929
  - Afrobalta Princis, 1969
  - Afroneura Princis, 1963
  - Agmoblatta Gurney & Roth, 1966
  - Allacta Saussure & Zehntner, 1895
  - Amazonina Hebard, 1929
  - Apteroblatta Shelford, 1910
  - Arawakina Hebard, 1926
  - Asemoblattana Strand, 1929
  - Balta Tepper, 1893
  - Cariblatta Hebard, 1916
  - Cariblattoides Rehn & Hebard, 1927
  - Ceratinoptera Brunner von Wattenwyl, 1865
  - Chorisoblatta Shelford, 1911
  - Chorisoneura Brunner von Wattenwyl, 1865
  - Chorisoneurodes Princis, 1962
  - Chorisoserrata Roth, 1998
  - Delosia Bolívar, 1924
  - Dendroblatta Rehn, 1916
  - Desmosia Bolívar, 1895
  - Doradoblatta Bruijning, 1959
  - Ellipsidion Saussure, 1863
  - Epibalta Princis, 1974
  - Euphyllodromia Shelford, 1908
  - Euthlastoblatta Hebard, 1917
  - Helgaia Rocha e Silva & Gurney, 1963
  - Hypnornoides Rehn, 1917
  - Imblattella Bruijning, 1959
  - Isoldaia Gurney & Roth, 1966
  - Latiblattella Hebard, 1917
  - Leuropeltis Hebard, 1921
  - Lophoblatta Hebard, 1929
  - Lupparia Walker, 1868
  - Macrophyllodromia Saussure & Zehntner, 1893
  - Margattea Shelford, 1911
  - Margatteoidea Princis, 1959
  - Matabelina Princis, 1955
  - Mediastinia Hebard, 1943
  - Megamareta Hebard, 1943
  - Nahublattella Bruijning, 1959
  - Neoblattella Shelford, 1911
  - Pachnepteryx Brunner von Wattenwyl, 1865
  - Paranocticola Bonfils, 1977
  - Phidon Rehn, 1933
  - Plectoptera Saussure, 1864
  - Prosoplecta Saussure, 1864
  - Pseudectobia Saussure, 1869
  - Pseudobalta Roth, 1997
  - Pseudophyllodromia Brunner von Wattenwyl, 1865
  - Pseudosymploce Rehn & Hebard, 1927
  - Rhytidometopum Hebard, 1920
  - Riatia Walker, 1868
  - Shelfordina Hebard, 1929
  - Sliferia Roth, 1989
  - Sorineuchora Caudell, 1927
  - Squamoptera Bruijning, 1948
  - Sundablatta Hebard, 1929
  - Supella Shelford, 1911
  - Supellina Chopard, 1921
  - Tomeisneria Roth, 1994
  - Trioblattella Bruijning, 1959
- sous-famille indéterminée
  - Africablatta Rehn, 1933
  - Akaniblatta Princis, 1969
  - Alsteinia Hanitsch, 1950
  - Anareolaria Shelford, 1909
  - Aneurinita Hebard, 1935
  - Anisopygia Saussure, 1893
  - Antitheton Hebard, 1919
  - Aphlebiella Princis, 1965
  - Aruistra Princis, 1965
  - Astyloblatta Bei-Bienko, 1954
  - Atticola Bolívar, 1905
  - Blattellina Princis, 1951
  - Caloblatta Saussure, 1893
  - Celeriblattina Johns, 1966
  - Ceuthobia Hebard, 1921
  - Ceuthobiella Hebard, 1921
  - Dictyoblattella Uvarov, 1940
  - Dipteretrum Rehn, 1922
  - Discalida Woo, Guo & Li, 1985
  - Distichopis Bolívar, 1924
  - Disymploce Bei-Bienko, 1958
  - Drabeha Gurney, 1967
  - Duryodana Kirby, 1903
  - Dyakina Hebard, 1929
  - Eublattella Princis, 1950
  - Euhebardula Princis, 1953
  - Eulissosoma Hebard, 1926
  - Euloboptera Princis, 1955
  - Eurylestes Hebard, 1940
  - Eutheganopteryx Shelford, 1912
  - Hanitschella Princis, 1951
  - Hanitschia Bruijning, 1947
  - Hemipterisca Bei-Bienko, 1950
  - Hemipterota Saussure, 1893
  - Incoblatta Princis, 1948
  - Lanta Hebard, 1921
  - Liosilpha Stål, 1874
  - Lobodromia Princis, 1965
  - Lophometopum Hebard, 1920
  - Mallotoblatta Saussure & Zehntner, 1895
  - Maretina Hebard, 1933
  - Maretiola Bei-Bienko, 1968
  - Margattina Bei-Bienko, 1958
  - Microblatta Hebard, 1933
  - Miothyrsocera Princis, 1949
  - Myrmeblattina Chopard, 1926
  - Namablatta Rehn, 1937
  - Neoleptoblatta Princis, 1963
  - Nimbablatta Princis, 1963
  - Nisibis Stål, 1877
  - Nymphodromia Rehn & Hebard, 1927
  - Onycholobus Hanitsch, 1938
  - Operculea Bolívar, 1924
  - Paraloboptera Saussure, 1870
  - Parascalida Hanitsch, 1936
  - Parellipsidion Johns, 1966
  - Phorticolea Bolívar, 1905
  - Piroblatta Shelford, 1907
  - Rudebeckia Princis, 1963
  - Sciablatta Hebard, 1921
  - Simblerastes Rehn & Hebard, 1927
  - Sinablatta Princis, 1950
  - Sutteriana Princis, 1957
  - Tairella Hebard, 1926
  - Xosaia Princis, 1963

## Référence
- Karny, 1908 : Orthoptera und Blattaeformia. Die zoologische Reise des naturwissenschaftlichen Vereines nach Dalmatien im April 1906, Mitt. Naturw. Ver. Univ. Wien, vol. 6, p. 101-113.